# Torneio de Roland Garros de 2024 - Dia a dia
Estes foram os jogos realizados nas quadras mais importantes a partir do primeiro dia das chaves principais.
Células em lavanda indicam sessão noturna.

## Dia 1 (26 de maio)
- Cabeças de chave eliminados:
  - Simples masculino:  Nicolás Jarry [16],  Ugo Humbert [17],  Alejandro Tabilo [24]
  - Simples feminino:  Barbora Krejčíková [24],  Veronika Kudermetova [29]
- Ordem dos jogos[1]:

| Quadra Philippe Chatrier    | Quadra Philippe Chatrier | Quadra Philippe Chatrier | Quadra Philippe Chatrier |
| Evento                      | Vencedor(a)/(es/as)      | Derrotado(a)/(os/as)     | Resultado                |
| --------------------------- | ------------------------ | ------------------------ | ------------------------ |
| Simples feminino – 1ª fase  | Naomi Osaka [PR]         | Lucia Bronzetti          | 6–1, 4–6, 7–5            |
| Simples masculino – 1ª fase | Carlos Alcaraz [3]       | Jeffrey John Wolf [LL]   | 6–1, 6–2, 6–1            |
| Simples feminino – 1ª fase  | Caroline Garcia [21]     | Eva Lys [Q]              | 4–6, 7–5, 6–2            |
| Simples masculino – 1ª fase | Stan Wawrinka            | Andy Murray              | 6–4, 6–4, 6–2            |
| Quadra Suzanne Lenglen      |                          |                          |                          |
| Evento                      | Vencedor(a)/(es/as)      | Derrotado(a)/(os/as)     | Resultado                |
| Simples masculino – 1ª fase | Lorenzo Sonego           | Ugo Humbert [17]         | 6–2, 2–6, 6–4, 6–3       |
| Simples feminino – 1ª fase  | Jeļena Ostapenko [9]     | Jaqueline Cristian [17]  | 6–4, 7–5                 |
| Simples masculino – 1ª fase | Richard Gasquet [WC]     | Borna Ćorić              | 7–65, 7–62, 6–4          |
| Simples feminino – 1ª fase  | Viktorija Golubic        | Barbora Krejčíková [24]  | 7–63, 6–4                |
| Quadra Simonne Mathieu      |                          |                          |                          |
| Evento                      | Vencedor(a)/(es/as)      | Derrotado(a)/(os/as)     | Resultado                |
| Simples masculino – 1ª fase | Andrey Rublev [6]        | Taro Daniel              | 6–2, 6–73, 6–3, 7–5      |
| Simples feminino – 1ª fase  | Sofia Kenin              | Laura Siegemund          | 4–6, 6–2, 6–2            |
| Simples feminino – 1ª fase  | Chloé Paquet [WC]        | Diana Shnaider           | 6–3, 6–1                 |
| Simples masculino – 1ª fase | Corentin Moutet          | Nicolás Jarry [16]       | 6–2, 6–1, 3–6, 6–0       |

## Dia 2 (27 de maio)
- Cabeças de chave eliminados:
  - Simples masculino:  Arthur Fils [29],  Cameron Norrie [32]
  - Simples feminino:  Maria Sakkari [6],  Beatriz Haddad Maia [13],  Ekaterina Alexandrova [16]
- Ordem dos jogos[2]:

| Quadra Philippe Chatrier    | Quadra Philippe Chatrier | Quadra Philippe Chatrier | Quadra Philippe Chatrier |
| Evento                      | Vencedor(a)/(es/as)      | Derrotado(a)/(os/as)     | Resultado                |
| --------------------------- | ------------------------ | ------------------------ | ------------------------ |
| Simples feminino – 1ª fase  | Ons Jabeur [8]           | Sachia Vickery [WC]      | 6–3, 6–2                 |
| Simples feminino – 1ª fase  | Iga Świątek [1]          | Léolia Jeanjean [Q]      | 6–1, 6–2                 |
| Simples masculino – 1ª fase | Alexander Zverev [4]     | Rafael Nadal [PR]        | 6–3, 7–65, 6–3           |
| Simples masculino – 1ª fase | Gaël Monfils             | Thiago Seyboth Wild      | 6–2, 3–6, 6–3, 6–4       |
| Quadra Suzanne Lenglen      |                          |                          |                          |
| Evento                      | Vencedor(a)/(es/as)      | Derrotado(a)/(os/as)     | Resultado                |
| Simples masculino – 1ª fase | Jannik Sinner [2]        | Christopher Eubanks      | 6–3, 6–3, 6–4            |
| Simples masculino – 1ª fase | Stefanos Tsitsipas [9]   | Márton Fucsovics         | 7–67, 6–4, 6–1           |
| Simples feminino – 1ª fase  | Coco Gauff [3]           | Julia Avdeeva [Q]        | 6–1, 6–1                 |
| Simples feminino – 1ª fase  | Elina Svitolina [15]     | Karolína Plíšková [Q]    | 3–6, 6–4, 6–2            |
| Simples feminino – 1ª fase  | Diane Parry              | Fiona Ferro [WC]         | 3–6, 6–3, 6–3            |
| Quadra Simonne Mathieu      |                          |                          |                          |
| Evento                      | Vencedor(a)/(es/as)      | Derrotado(a)/(os/as)     | Resultado                |
| Simples feminino – 1ª fase  | Markéta Vondroušová [5]  | Rebeka Masarova          | 6–1, 6–3                 |
| Simples masculino – 1ª fase | Matteo Arnaldi           | Arthur Fils [29]         | 6–3, 4–6, 6–4, 6–2       |
| Simples feminino – 1ª fase  | Varvara Gracheva         | Maria Sakkari [6]        | 3–6, 6–4, 6–3            |
| Simples masculino – 1ª fase | Daniil Medvedev [5]      | Dominik Koepfer          | 6–3, 6–4, 5–7, 6–3       |

## Dia 3 (28 de maio)
- Cabeças de chave eliminados:
  - Simples masculino:  Adrian Mannarino [22]
  - Simples feminino:  Katie Boulter [26],  Sorana Cîrstea [28]
- Ordem dos jogos[3]:

| Quadra Philippe Chatrier    | Quadra Philippe Chatrier     | Quadra Philippe Chatrier   | Quadra Philippe Chatrier |
| Evento                      | Vencedor(a)/(es/as)          | Derrotado(a)/(os/as)       | Resultado                |
| --------------------------- | ---------------------------- | -------------------------- | ------------------------ |
| Simples feminino – 1ª fase  | Zheng Qinwen [7]             | Alizé Cornet [WC]          | 6–2, 6–1                 |
| Simples masculino – 1ª fase | Casper Ruud [7]              | Felipe Meligeni Alves [Q]  | 6–3, 6–4, 6–3            |
| Simples feminino – 1ª fase  | Aryna Sabalenka [2]          | Erika Andreeva             | 6–1, 6–2                 |
| Simples masculino – 1ª fase | Novak Djokovic [1]           | Pierre-Hugues Herbert [WC] | 6–4, 7–63, 6–4           |
| Quadra Suzanne Lenglen      |                              |                            |                          |
| Evento                      | Vencedor(a)/(es/as)          | Derrotado(a)/(os/as)       | Resultado                |
| Simples feminino – 1ª fase  | Elena Rybakina [4]           | Greet Minnen               | 6–2, 6–3                 |
| Simples masculino – 1ª fase | Tomás Martín Etcheverry [28] | Arthur Cazaux              | 3–6, 6–2, 6–1, 6–4       |
| Simples feminino – 1ª fase  | Daria Kasatkina [10]         | Magdalena Fręch            | 7–5, 6–1                 |
| Simples masculino – 1ª fase | Holger Rune [13]             | Daniel Evans               | 6–4, 6–4, 6–4            |
| Simples masculino – 1ª fase | Alexander Bublik [19]        | Grégoire Barrère [Q]       | 6–4, 7–5, 6–3            |
| Quadra Simonne Mathieu      |                              |                            |                          |
| Evento                      | Vencedor(a)/(es/as)          | Derrotado(a)/(os/as)       | Resultado                |
| Simples masculino – 1ª fase | Alex de Minaur [11]          | Alex Michelsen             | 6–1, 6–0, 6–2            |
| Simples feminino – 1ª fase  | Madison Keys [14]            | Renata Zarazúa             | 6–3, 6–2                 |
| Simples feminino – 1ª fase  | Victoria Azarenka [19]       | Nadia Podoroska            | 6–1, 6–0                 |

## Dia 4 (29 de maio)
- Cabeças de chave eliminados:
  - Simples feminino:  Caroline Garcia [21]
- Ordem dos jogos[4]:

| Quadra Philippe Chatrier    | Quadra Philippe Chatrier                 | Quadra Philippe Chatrier                 | Quadra Philippe Chatrier |
| Evento                      | Vencedor(a)/(es/as)                      | Derrotado(a)/(os/as)                     | Resultado                |
| --------------------------- | ---------------------------------------- | ---------------------------------------- | ------------------------ |
| Simples feminino – 2ª fase  | Sofia Kenin                              | Caroline Garcia [21]                     | 6–3, 6–3                 |
| Simples masculino – 2ª fase | Carlos Alcaraz [3]                       | Jesper de Jong [Q]                       | 6–3, 6–4, 2–6, 6–2       |
| Simples feminino – 2ª fase  | Iga Świątek [1]                          | Naomi Osaka [PR]                         | 7–61, 1–6, 7–5           |
| Simples masculino – 2ª fase | Jannik Sinner [2]                        | Richard Gasquet [WC]                     | 6–4, 6–2, 6–4            |
| Quadra Suzanne Lenglen      |                                          |                                          |                          |
| Evento                      | Vencedor(a)/(es/as)                      | Derrotado(a)/(os/as)                     | Resultado                |
| Simples masculino – 2ª fase | Stefanos Tsitsipas [9]                   | Daniel Altmaier                          | 6–3, 6–3, 26–7, 6–4      |
| Simples feminino – 2ª fase  | Ons Jabeur [8]                           | Camila Osorio                            | 6–1, 1–6, 6–3            |
| Simples masculino – 2ª fase | Andrey Rublev [6]                        | Pedro Martinez                           | 6–3, 6–4, 6–3            |
| Simples feminino – 2ª fase  | Coco Gauff [3]                           | Tamara Zidanšek [Q]                      | 6–3, 6–4                 |
| Simples masculino – 2ª fase | Pavel Kotov                              | Stan Wawrinka                            | 7–65, 6–4, 1–6, 7–65     |
| Quadra Simonne Mathieu      |                                          |                                          |                          |
| Evento                      | Vencedor(a)/(es/as)                      | Derrotado(a)/(os/as)                     | Resultado                |
| Simples masculino – 2ª fase | Hubert Hurkacz [8] vs. Brandon Nakashima | Hubert Hurkacz [8] vs. Brandon Nakashima | 5–6, suspenso            |
| Simples feminino – 2ª fase  | Danielle Collins [11] vs. Olga Danilović | Danielle Collins [11] vs. Olga Danilović | adiado                   |
| Simples masculino – 2ª fase | Corentin Moutet vs. Alexander Shevchenko | Corentin Moutet vs. Alexander Shevchenko | adiado                   |

## Dia 5 (30 de maio)
- Cabeças de chave eliminados:
  - Simples masculino:  Sebastián Báez [20],  Alexander Bublik [19],  Karen Khachanov [18],  Frances Tiafoe [25],  Mariano Navone [31]
  - Simples feminino:  Kateřina Siniaková [32],  Daria Kasatkina [10],  Anastasia Pavlyuchenkova [20],  Anna Kalinskaya [23],  Danielle Collins [11],  Marta Kostyuk [18],  Linda Nosková [27],  Victoria Azarenka [19],  Jeļena Ostapenko [9]
- Ordem dos jogos[5]:

| Quadra Philippe Chatrier    | Quadra Philippe Chatrier | Quadra Philippe Chatrier    | Quadra Philippe Chatrier |
| Evento                      | Vencedor(a)/(es/as)      | Derrotado(a)/(os/as)        | Resultado                |
| --------------------------- | ------------------------ | --------------------------- | ------------------------ |
| Simples feminino – 2ª fase  | Aryna Sabalenka [2]      | Moyuka Uchijima [Q]         | 6–2, 6–2                 |
| Simples feminino – 2ª fase  | Elina Svitolina [15]     | Diane Parry                 | 6–4, 7–63                |
| Simples masculino – 2ª fase | Novak Djokovic [1]       | Roberto Carballés Baena     | 6–4, 6–1, 6–2            |
| Simples masculino – 2ª fase | Lorenzo Musetti [30]     | Gaël Monfils                | 7–5, 6–1, 6–4            |
| Quadra Suzanne Lenglen      |                          |                             |                          |
| Evento                      | Vencedor(a)/(es/as)      | Derrotado(a)/(os/as)        | Resultado                |
| Simples masculino – 2ª fase | Daniil Medvedev [5]      | Miomir Kecmanović           | 6–1, 5–0, ab.            |
| Simples feminino – 2ª fase  | Elena Rybakina [4]       | Arantxa Rus                 | 6–3, 6–4                 |
| Simples masculino – 2ª fase | Alexander Zverev [4]     | David Goffin                | 7–64, 6–2, 6–2           |
| Simples feminino – 2ª fase  | Madison Keys [14]        | Mayar Sherif                | 6–0, 7–67                |
| Simples masculino – 2ª fase | Casper Ruud [7]          | Alejandro Davidovich Fokina | 7–65, 1–6, 6–3, 4–6, 6–3 |
| Quadra Simonne Mathieu      |                          |                             |                          |
| Evento                      | Vencedor(a)/(es/as)      | Derrotado(a)/(os/as)        | Resultado                |
| Simples masculino – 2ª fase | Hubert Hurkacz [11]      | Brandon Nakashima           | 26–7, 6–1, 6–3, 7–65     |
| Simples masculino – 2ª fase | Corentin Moutet          | Alexander Shevchenko        | 6–4, 6–2, 0–6, 6–3       |
| Simples feminino – 2ª fase  | Varvara Gracheva         | Bernarda Pera               | 6–1, 6–3                 |

## Dia 6 (31 de maio)
- Cabeças de chave eliminados:
  - Simples masculino:  Andrey Rublev [6]
  - Simples feminino:  Dayana Yastremska [30],  Liudmila Samsonova [17],  Leylah Fernandez [31]
  - Duplas masculinas:  Santiago González [5] /  Edouard Roger-Vasselin [5],  Sadio Doumbia [16] /  Fabien Reboul [16]
- Ordem dos jogos[6]:

| Quadra Philippe Chatrier    | Quadra Philippe Chatrier                     | Quadra Philippe Chatrier | Quadra Philippe Chatrier |
| Evento                      | Vencedor(a)/(es/as)                          | Derrotado(a)/(os/as)     | Resultado                |
| --------------------------- | -------------------------------------------- | ------------------------ | ------------------------ |
| Simples feminino – 3ª fase  | Coco Gauff [2]                               | Dayana Yastremska [30]   | 6–2, 6–4                 |
| Simples masculino – 3ª fase | Jannik Sinner [2]                            | Pavel Kotov              | 6–4, 6–4, 6–4            |
| Simples feminino – 3ª fase  | Iga Świątek [1]                              | Marie Bouzková           | 6–4, 6–2                 |
| Simples masculino – 3ª fase | Carlos Alcaraz [3]                           | Sebastian Korda [27]     | 6–4, 7–65, 6–3           |
| Quadra Suzanne Lenglen      |                                              |                          |                          |
| Evento                      | Vencedor(a)/(es/as)                          | Derrotado(a)/(os/as)     | Resultado                |
| Simples feminino – 3ª fase  | Elisabetta Cocciaretto                       | Liudmila Samsonova [17]  | 7–64, 6–2                |
| Simples masculino – 3ª fase | Matteo Arnaldi                               | Andrey Rublev [6]        | 7–66, 6–2, 6–4           |
| Simples feminino – 3ª fase  | Ons Jabeur [8]                               | Leylah Fernandez [31]    | 6–4, 7–65                |
| Simples masculino – 3ª fase | Stefanos Tsitsipas [9]                       | Zhang Zhizhen            | 6–3, 6–3, 6–1            |
| Simples masculino – 3ª fase | Corentin Moutet                              | Sebastian Ofner          | 3–6, 6–4, 6–4, 6–1       |
| Quadra Simonne Mathieu      |                                              |                          |                          |
| Evento                      | Vencedor(a)/(es/as)                          | Derrotado(a)/(os/as)     | Resultado                |
| Simples feminino – 3ª fase  | Olga Danilović [Q]                           | Donna Vekić              | 0–6, 7–5, 7–6(10–8)      |
| Simples feminino – 3ª fase  | Markéta Vondroušová [5]                      | Chloé Paquet [WC]        | 6–1, 6–3                 |
| Simples masculino – 3ª fase | Hubert Hurkacz [8] vs. Denis Shapovalov [PR] | 6–3, 7–60, suspenso      |                          |

## Dia 7 (1º de junho)
- Cabeças de chave eliminados:
  - Simples masculino:  Tommy Paul [14],  Ben Shelton [15],  Tallon Griekspoor [26],  Tomás Martín Etcheverry [28],  Lorenzo Musetti [30]
  - Simples feminino:  Zheng Qinwen [7],  Madison Keys [14],  Elise Mertens [25]

Ordem dos jogos:
| Quadra Philippe Chatrier    | Quadra Philippe Chatrier   | Quadra Philippe Chatrier     | Quadra Philippe Chatrier      |
| Evento                      | Vencedor(a)/(es/as)        | Derrotado(a)/(os/as)         | Resultado                     |
| --------------------------- | -------------------------- | ---------------------------- | ----------------------------- |
| Simples feminino – 3ª fase  | Elena Rybakina [4]         | Elise Mertens                | 6–4, 6–2                      |
| Simples feminino – 3ª fase  | Aryna Sabalenka [2]        | Paula Badosa                 | 7–5, 6–1                      |
| Simples masculino – 3ª fase | Alexander Zverev [4]       | Tallon Griekspoor [26]       | 3–6, 6–4, 6–2, 4–6, 7–6(10–3) |
| Simples masculino – 3ª fase | Grigor Dimitrov [10]       | Zizou Bergs [Q]              | 6–3, 7–64, 4–6, 6–4           |
| Simples masculino – 3ª fase | Novak Djokovic [1]         | Lorenzo Musetti [30]         | 7–5, 66–7, 2–6, 6–3, 6–0      |
| Quadra Suzanne Lenglen      |                            |                              |                               |
| Evento                      | Vencedor(a)/(es/as)        | Derrotado(a)/(os/as)         | Resultado                     |
| Simples feminino – 3ª fase  | Varvara Gracheva           | Irina-Camelia Begu [PR]      | 7–5, 6–3                      |
| Simples masculino – 3ª fase | Félix Auger-Aliassime [21] | Ben Shelton                  | 6–4, 6–2, 6–1                 |
| Simples masculino – 3ª fase | Daniil Medvedev [5]        | Tomáš Macháč                 | 7–64, 7–5, 1–6, 6–4           |
| Simples masculino – 3ª fase | Hubert Hurkacz [8]         | Denis Shapovalov [PR]        | 6–3, 7–60, 4–6, 6–1           |
| Simples feminino – 3ª fase  | Emma Navarro [22]          | Madison Keys [14]            | 7–65, 7–63                    |
| Simples masculino – 3ª fase | Casper Ruud [7]            | Tomás Martín Etcheverry [28] | 6–4, 1–6, 6–2, 6–2            |
| Quadra Simonne Mathieu      |                            |                              |                               |
| Evento                      | Vencedor(a)/(es/as)        | Derrotado(a)/(os/as)         | Resultado                     |
| Simples feminino – 3ª fase  | Elina Avanesyan            | Zheng Qinwen [7]             | 3–6, 6–3, 7–6(10–6)           |
| Simples masculino – 3ª fase | Holger Rune [13]           | Jozef Kovalík [LL]           | 7–5, 6–1, 7–62                |

## Dia 8 (2 de junho)
- Cabeças de chave eliminados:
  - Simples masculino:  Hubert Hurkacz [8],  Félix Auger-Aliassime [21]
  - Duplas masculinas:  Wesley Koolhof /  Nikola Mektić [7],  Jamie Murray /  Michael Venus [13],  Nathaniel Lammons /  Jackson Withrow [14]
  - Duplas femininas:  Hsieh Su-wei /  Elise Mertens [1],  Sofia Kenin /  Bethanie Mattek-Sands [14],  Asia Muhammad /  Aldila Sutjiadi [15]
  - Duplas mistas:  Vera Zvonareva /  Sander Gillé [5],  Bethanie Mattek-Sands /  Michaëlla Krajicek [8]

Ordem dos jogos:
| Quadra Philippe Chatrier    | Quadra Philippe Chatrier                       | Quadra Philippe Chatrier                | Quadra Philippe Chatrier |
| Evento                      | Vencedor(a)/(es/as)                            | Derrotado(a)/(os/as)                    | Resultado                |
| --------------------------- | ---------------------------------------------- | --------------------------------------- | ------------------------ |
| Simples feminino – 4ª fase  | Iga Świątek [1]                                | Anastasia Potapova                      | 6–0, 6–0                 |
| Simples feminino – 4ª fase  | Coco Gauff [3]                                 | Elisabetta Cocciaretto                  | 6–1, 6–2                 |
| Simples masculino – 4ª fase | Carlos Alcaraz [3]                             | Félix Auger-Aliassime [21]              | 6–3, 6–3, 6–1            |
| Simples masculino – 4ª fase | Jannik Sinner [2]                              | Corentin Moutet                         | 3–6, 6–3, 6–2, 6–1       |
| Quadra Suzanne Lenglen      |                                                |                                         |                          |
| Evento                      | Vencedor(a)/(es/as)                            | Derrotado(a)/(os/as)                    | Resultado                |
| Simples feminino – 4ª fase  | Markéta Vondroušová [5]                        | Olga Danilović [Q]                      | 6–4, 6–2                 |
| Simples masculino – 4ª fase | Stefanos Tsitsipas [9]                         | Matteo Arnaldi                          | 3–6, 7–64, 6–2, 6–2      |
| Simples feminino – 4ª fase  | Ons Jabeur [8]                                 | Clara Tauson                            | 6–4, 6–4                 |
| Simples masculino – 4ª fase | Grigor Dimitrov [10]                           | Hubert Hurkacz [8]                      | 7–65, 6–4, 7–63          |
| Quadra Simonne Mathieu      |                                                |                                         |                          |
| Evento                      | Vencedor(a)/(es/as)                            | Derrotado(a)/(os/as)                    | Resultado                |
| Duplas masculinas – 2ª fase | Grégoire Barrère Lucas Pouille                 | Jamie Murray Michael Venus              | 6–4, 7–66                |
| Duplas femininas – 1ª fase  | Marie Bouzková [7] Sara Sorribes Tormo [7]     | María Lourdes Carlé Diane Parry         | 6–4, 6–2                 |
| Duplas mistas – 1ª fase     | Asia Muhammad Ariel Behar                      | Chloé Paquet [WC] Grégoire Barrère [WC] | 6–3, 3–6, [10–3]         |
| Duplas mistas – 1ª fase     | Erin Routliffe [6] Michael Venus [6]           | Chan Hao-ching Hugo Nys                 | 6–4, 6–3                 |
| Duplas mistas – 1ª fase     | Laura Siegemund [2] Édouard Roger-Vasselin [2] | Alizé Cornet [WC] Nicolas Mahut [WC]    | 6–1, 6–3                 |

## Dia 9 (3 de junho)
- Cabeças de chave eliminados:
  - Simples masculino:  Daniil Medvedev [5],  Taylor Fritz [12],  Holger Rune [13],  Francisco Cerúndolo [23]
  - Simples feminino:  Elina Svitolina [15],  Emma Navarro [22]
  - Duplas masculinas:  Ivan Dodig /  Austin Krajicek [4],  Kevin Krawietz /  Tim Pütz [6],  Hugo Nys /  Jan Zieliński [15]
  - Duplas femininas:  Lyudmyla Kichenok /  Jeļena Ostapenko [6],  Marie Bouzková /  Sara Sorribes Tormo [7]

Ordem dos jogos:
| Quadra Philippe Chatrier    | Quadra Philippe Chatrier                  | Quadra Philippe Chatrier                     | Quadra Philippe Chatrier |
| Evento                      | Vencedor(a)/(es/as)                       | Derrotado(a)/(os/as)                         | Resultado                |
| --------------------------- | ----------------------------------------- | -------------------------------------------- | ------------------------ |
| Simples feminino – 4ª fase  | Elena Rybakina [4]                        | Elina Svitolina [15]                         | 6–4, 6–3                 |
| Simples feminino – 4ª fase  | Aryna Sabalenka [2]                       | Emma Navarro [22]                            | 6–2, 6–3                 |
| Duplas masculinas – 4ª fase | Novak Djokovic [1]                        | Francisco Cerúndolo [23]                     | 6–1, 5–7, 3–6, 7–5, 6–3  |
| Simples masculino – 4ª fase | Alexander Zverev [4]                      | Holger Rune [13]                             | 4–6, 6–1, 5–7, 7–62, 6–2 |
| Quadra Suzanne Lenglen      |                                           |                                              |                          |
| Evento                      | Vencedor(a)/(es/as)                       | Derrotado(a)/(os/as)                         | Resultado                |
| Simples feminino – 4ª fase  | Jasmine Paolini [12]                      | Elina Avanesyan                              | 4–6, 6–0, 6–1            |
| Simples masculino – 4ª fase | Alex de Minaur [11]                       | Daniil Medvedev [5]                          | 4–6, 4–2, 6–1, 6–3       |
| Simples feminino – 4ª fase  | Mirra Andreeva                            | Varvara Gracheva                             | 7–5, 6–2                 |
| Simples masculino – 4ª fase | Casper Ruud [7]                           | Taylor Fritz [12]                            | 7–66, 3–6, 6–4, 6–2      |
| Quadra Simonne Mathieu      |                                           |                                              |                          |
| Evento                      | Vencedor(a)/(es/as)                       | Derrotado(a)/(os/as)                         | Resultado                |
| Duplas masculinas – 3ª fase | Rajeev Ram [3] Joe Salisbury [3]          | Grégoire Barrère [WC] Lucas Pouille [WC]     | 6–3, 6–3                 |
| Duplas femininas – 2ª fase  | Coco Gauff [3] Kateřina Siniaková [3]     | Miriam Kolodziejová [Alt] Anna Sisková [Alt] | 6–1, 6–2                 |
| Duplas femininas – 2ª fase  | Amina Anshba [Alt] Anastasia Dețiuc [Alt] | Lyudmyla Kichenok [6] Jeļena Ostapenko [8]   | 3–6, 7–65, 6–2           |
| Duplas mistas – 2ª fase     | Desirae Krawczyk [4] Neal Skupski [4]     | Heather Watson Joe Salisbury                 | 6–1, 5–7, [10–7]         |
| Duplas mistas – 2ª fase     | Ulrikke Eikeri Máximo González            | Barbora Krejčíková Joran Vliegen             | w.o.                     |

## Dia 10 (4 de junho)
- Cabeças de chave eliminados:
  - Simples masculino:  Novak Djokovic [1],  Stefanos Tsitsipas [9],  Grigor Dimitrov [10]
  - Simples feminino:  Markéta Vondroušová [5],  Ons Jabeur [8]
  - Duplas masculinas:  Máximo González /  Andrés Molteni [8]
  - Duplas femininas:  Nicole Melichar-Martinez /  Ellen Perez [2],  Leylah Fernandez /  Erin Routliffe [9],  Ena Shibahara /  Wang Xinyu [10],  Chan Hao-ching /  Veronika Kudermetova [12],  Ulrikke Eikeri /  Ingrid Neel [13]
  - Duplas mistas:  Ellen Perez /  Matthew Ebden [1]

Ordem dos jogos:
| Quadra Philippe Chatrier             | Quadra Philippe Chatrier                       | Quadra Philippe Chatrier                     | Quadra Philippe Chatrier |
| Evento                               | Vencedor(a)/(es/as)                            | Derrotado(a)/(os/as)                         | Resultado                |
| ------------------------------------ | ---------------------------------------------- | -------------------------------------------- | ------------------------ |
| Simples feminino – Quartas de final  | Coco Gauff [3]                                 | Ons Jabeur [8]                               | 4–6, 6–2, 6–3            |
| Simples feminino – Quartas de final  | Iga Świątek [1]                                | Markéta Vondroušová [5]                      | 6–0, 6–2                 |
| Duplas masculinas – Quartas de final | Jannik Sinner [2]                              | Grigor Dimitrov [10]                         | 6–2, 6–4, 7–63           |
| Duplas mistas – 2ª fase              | Laura Siegemund [2] Édouard Roger-Vasselin [2] | Ena Shibahara Nathaniel Lammons              | 3–6, 7–5, [10–6]         |
| Simples masculino – Quartas de final | Carlos Alcaraz [3]                             | Stefanos Tsitsipas [9]                       | 6–3, 7–63, 6–4           |
| Quadra Suzanne Lenglen               |                                                |                                              |                          |
| Evento                               | Vencedor(a)/(es/as)                            | Derrotado(a)/(os/as)                         | Resultado                |
| Duplas femininas – 3ª fase           | Emma Navarro Diana Shnaider                    | Cristina Bucșa Monica Niculescu              | 3–6, 6–4, 6–4            |
| Duplas masculinas – 3ª fase          | Tomáš Macháč Zhang Zhizhen                     | Máximo González [8] Andrés Molteni [8]       | 6–3, 7–5                 |
| Duplas femininas – 3ª fase           | Coco Gauff [5] Kateřina Siniaková [5]          | Ena Shibahara [10] Wang Xinyu [10]           | 6–4, 6–4                 |
| Duplas lendárias                     | Daniela Hantuchová Francesca Schiavone         | Lucie Šafářová Nathalie Tauziat              | 6–2, 6–3                 |
| Quadra Simonne Mathieu               |                                                |                                              |                          |
| Evento                               | Vencedor(a)/(es/as)                            | Derrotado(a)/(os/as)                         | Resultado                |
| Duplas femininas – 3ª fase           | Sara Errani [11] Jasmine Paolini [11]          | Amina Anshba [Alt] Anastasia Dețiuc [Alt]    | 6–2, 6–0                 |
| Duplas femininas – 3ª fase           | Miyu Kato [16] Nadiia Kichenok [16]            | Nicole Melichar-Martinez [2] Ellen Perez [2] | 6–3, 6–2                 |
| Duplas femininas – 3ª fase           | Marta Kostyuk Elena-Gabriela Ruse              | Leylah Fernandez [9] Erin Routliffe [9]      | 6–1, 6–4                 |
| Duplas mistas – Quartas de final     | Ulrikke Eikeri Máximo González                 | Miyu Kato Tim Pütz                           | 1–6, 7–5, [10–8]         |

## Dia 11 (5 de junho)
- Cabeças de chave eliminados:
  - Simples masculino:  Alex de Minaur [11]
  - Simples feminino:  Aryna Sabalenka [2],  Elena Rybakina [4]
  - Duplas masculinas:  Rajeev Ram /  Joe Salisbury [3],  Sander Gillé /  Joran Vliegen [10]
  - Duplas femininas:  Miyu Kato /  Nadiia Kichenok [16]
  - Duplas mistas:  Erin Routliffe /  Michael Venus [6],  Hsieh Su-wei /  Jan Zieliński [7]

Ordem dos jogos:
| Quadra Philippe Chatrier             | Quadra Philippe Chatrier                   | Quadra Philippe Chatrier             | Quadra Philippe Chatrier |
| Evento                               | Vencedor(a)/(es/as)                        | Derrotado(a)/(os/as)                 | Resultado                |
| ------------------------------------ | ------------------------------------------ | ------------------------------------ | ------------------------ |
| Duplas masculinas – Quartas de final | Marcel Granollers [1] Horacio Zeballos [1] | Tomáš Macháč Zhang Zhizhen           | 6–4, 6–1                 |
| Simples feminino – Quartas de final  | Jasmine Paolini [12]                       | Elena Rybakina [4]                   | 6–2, 4–6, 6–4            |
| Simples feminino – Quartas de final  | Mirra Andreeva                             | Aryna Sabalenka [2]                  | 56–7, 6–4, 6–4           |
| Simples masculino – Quartas de final | Alexander Zverev [4]                       | Alex de Minaur [11]                  | 6–4, 7–65, 6–4           |
| Quadra Suzanne Lenglen               |                                            |                                      |                          |
| Evento                               | Vencedor(a)/(es/as)                        | Derrotado(a)/(os/as)                 | Resultado                |
| Duplas mistas lendárias              | Tatiana Golovin Mansour Bahrami            | Andrea Petkovic Henri Leconte        | 6–2, 7–5                 |
| Duplas femininas lendárias           | Flavia Pennetta Francesca Schiavone        | Nathalie Dechy Mónica Puig           | 6–2, 6–3                 |
| Duplas masculinas – Quartas de final | Rohan Bopanna [2] Matthew Ebden [2]        | Sander Gillé [10] Joran Vliegen [10] | 7–63, 5–7, 6–1           |
| Duplas masculinas lendárias          | Michael Chang Fabrice Santoro              | Arnaud Clément Sébastien Grosjean    | 6–4, 6–3                 |
| Duplas masculinas – 3ª fase          | Petros Tsitsipas Stefanos Tsitsipas        | Manuel Guinard [Alt] Grégoire Jacq   | 7–62, 6–2                |
| Quadra Simonne Mathieu               |                                            |                                      |                          |
| Evento                               | Vencedor(a)/(es/as)                        | Derrotado(a)/(os/as)                 | Resultado                |
| Duplas masculinas – Quartas de final | Simone Bolelli [11] Andrea Vavassori [11]  | Rajeev Ram [3] Joe Salisbury [3]     | 1–6, 6–3, 6–4            |
| Duplas femininas – Quartas de final  | Coco Gauff [5] Kateřina Siniaková [5]      | Miyu Kato [16] Nadiia Kichenok [16]  | 6–0, 6–2                 |
| Duplas mistas – Semifinais           | Desirae Krawczyk [4] Neal Skupski [4]      | Hsieh Su-wei [7] Jan Zieliński [7]   | 6–1, 26–7, [10–4]        |
| Duplas femininas – Quartas de final  | Sara Errani Jasmine Paolini                | Emma Navarro Diana Shnaider          | 6–3, 6–3                 |
| Duplas femininas – Quartas de final  | Marta Kostyuk Elena-Gabriela Ruse          | Mirra Andreeva Vera Zvonareva        | w.o.                     |

## Dia 12 (6 de junho)
- Cabeças de chave eliminados:
  - Simples feminino:  Coco Gauff [3]
  - Duplas masculinas:  Rohan Bopanna /  Matthew Ebden [2]
  - Duplas mistas:  Desirae Krawczyk /  Neal Skupski [4]

Ordem dos jogos:
| Quadra Philippe Chatrier             | Quadra Philippe Chatrier                       | Quadra Philippe Chatrier              | Quadra Philippe Chatrier |
| Evento                               | Vencedor(a)/(es/as)                            | Derrotado(a)/(os/as)                  | Resultado                |
| ------------------------------------ | ---------------------------------------------- | ------------------------------------- | ------------------------ |
| Duplas mistas – Final                | Laura Siegemund [2] Édouard Roger-Vasselin [2] | Desirae Krawczyk [4] Neal Skupski [4] | 6–4, 7–5                 |
| Simples feminino – Semifinais        | Iga Świątek [1]                                | Coco Gauff [3]                        | 6–2, 6–4                 |
| Simples feminino – Semifinais        | Jasmine Paolini [12]                           | Mirra Andreeva                        | 6–3, 6–1                 |
| Quadra Suzanne Lenglen               |                                                |                                       |                          |
| Evento                               | Vencedor(a)/(es/as)                            | Derrotado(a)/(os/as)                  | Resultado                |
| Duplas femininas lendárias           | Pauline Parmentier Lucie Šafářová              | Andrea Petkovic Nathalie Tauziat      | 7–65, 7–5                |
| Duplas masculinas lendárias          | John McEnroe Jo-Wilfried Tsonga                | Gilles Simon Mats Wilander            | 6–2, 6–3                 |
| Duplas mistas lendárias              | Agnieszka Radwańska Sébastien Grosjean         | Mónica Puig Arnaud Clément            | 6–3, ab.                 |
| Quadra Simonne Mathieu               |                                                |                                       |                          |
| Evento                               | Vencedor(a)/(es/as)                            | Derrotado(a)/(os/as)                  | Resultado                |
| Duplas masculinas – Semifinais       | Simone Bolelli [11] Andrea Vavassori [11]      | Rohan Bopanna [2] Matthew Ebden [2]   | 7–5, 2–6, 6–2            |
| Duplas masculinas – Quartas de final | Marcelo Arévalo [9] Mate Pavić [9]             | Petros Tsitsipas Stefanos Tsitsipas   | 7–5, 6–4                 |

## Dia 13 (7 de junho)
- Cabeças de chave eliminados:
  - Simples masculino:  Jannik Sinner [2],  Casper Ruud [7]
  - Duplas masculinas:  Marcel Granollers /  Horacio Zeballos [1]
  - Duplas femininas:  Caroline Dolehide /  Desirae Krawczyk [8]

Ordem dos jogos:
| Quadra Philippe Chatrier                   | Quadra Philippe Chatrier              | Quadra Philippe Chatrier                   | Quadra Philippe Chatrier |
| Evento                                     | Vencedor(a)/(es/as)                   | Derrotado(a)/(os/as)                       | Resultado                |
| ------------------------------------------ | ------------------------------------- | ------------------------------------------ | ------------------------ |
| Duplas masculinas cadeirantes – Semifinais | Takuya Miki [2] Tokito Oda [2]        | Frédéric Cattaneo Guilhem Laget            | 6–1, 6–1                 |
| Simples masculino – Semifinais             | Carlos Alcaraz [3]                    | Jannik Sinner [2]                          | 2–6, 6–3, 3–6, 6–4, 6–3  |
| Simples masculino – Semifinais             | Alexander Zverev [4]                  | Casper Ruud [7]                            | 2–6, 6–2, 6–4, 6–2       |
| Quadra Suzanne Lenglen                     |                                       |                                            |                          |
| Evento                                     | Vencedor(a)/(es/as)                   | Derrotado(a)/(os/as)                       | Resultado                |
| Duplas mistas lendárias                    | Daniela Hantuchová Guy Forget         | Francesca Schiavone Mansour Bahrami        | 4–6, 6–3, [10–4]         |
| Duplas masculinas lendárias                | Michael Chang Gilles Simon            | Henri Leconte John McEnroe                 | 6–4, 7–5                 |
| Quadra Simonne Mathieu                     |                                       |                                            |                          |
| Evento                                     | Vencedor(a)/(es/as)                   | Derrotado(a)/(os/as)                       | Resultado                |
| Duplas femininas lendárias                 | Lindsay Davenport Flavia Pennetta     | Nathalie Dechy Pauline Parmentier          | 6–3, 6–3                 |
| Duplas masculinas – Semifinais             | Marcelo Arévalo [9] Mate Pavić [9]    | Marcel Granollers [1] Horacio Zeballos [1] | 3–6, 6–4, 7–5            |
| Duplas femininas – Semifinais              | Sara Errani [11] Jasmine Paolini [11] | Marta Kostyuk Elena-Gabriela Ruse          | 1–6, 6–4, 6–1            |
| Duplas femininas – Semifinais              | Coco Gauff [5] Kateřina Siniaková [5] | Caroline Dolehide [8] Desirae Krawczyk [8] | 5–7, 6–4, 6–2            |

## Dia 14 (8 de junho)
- Cabeças de chave eliminados:
  - Simples feminino:  Jasmine Paolini [12]
  - Duplas masculinas:  Simone Bolelli /  Andrea Vavassori [11]

Ordem dos jogos:
| Quadra Philippe Chatrier            | Quadra Philippe Chatrier                   | Quadra Philippe Chatrier                  | Quadra Philippe Chatrier |
| Evento                              | Vencedor(a)/(es/as)                        | Derrotado(a)/(os/as)                      | Resultado                |
| ----------------------------------- | ------------------------------------------ | ----------------------------------------- | ------------------------ |
| Simples feminino cadeirante – Final | Diede de Groot [1]                         | Zhu Zhenzhen                              | 4–6, 6–2, 6–3            |
| Simples feminino – Final            | Iga Świątek [1]                            | Jasmine Paolini [12]                      | 6–2, 6–1                 |
| Duplas masculinas – Final           | Marcelo Arévalo [9] Mate Pavić [9]         | Simone Bolelli [11] Andrea Vavassori [11] | 7–5, 6–3                 |
| Quadra Suzanne Lenglen              |                                            |                                           |                          |
| Evento                              | Vencedor(a)/(es/as)                        | Derrotado(a)/(os/as)                      | Resultado                |
| Duplas mistas lendárias             | Tatiana Golovin Sébastien Grosjean         | Daniela Hantuchová Cédric Pioline         | 4–6, 6–2, [12–10]        |
| Duplas femininas lendárias          | Lindsay Davenport Agnieszka Radwańska      | Andrea Petkovic Mónica Puig               | 6–4, ab.                 |
| Duplas masculinas lendárias         | Jo-Wilfried Tsonga Mats Wilander           | Arnaud Clément Guy Forget                 | 6–4, 3–6, [11–9]         |
| Quadra Simonne Mathieu              |                                            |                                           |                          |
| Evento                              | Vencedor(a)/(es/as)                        | Derrotado(a)/(os/as)                      | Resultado                |
| Simples feminino juvenil – Final    | Tereza Valentová [12]                      | Laura Samson [3]                          | 6–3, 7–60                |
| Simples masculino juvenil – Final   | Kaylan Bigun [5]                           | Tomasz Berkieta                           | 4–6, 6–3, 6–3            |
| Duplas femininas juvenis – Final    | Renáta Jamrichová [3] Tereza Valentová [3] | Tyra Caterina Grant [4] Iva Jovic [4]     | 6–4, 6–4                 |

## Dia 15 (9 de junho)
- Cabeças de chave eliminados:
  - Simples masculino:  Alexander Zverev [4]
  - Duplas femininas:  Sara Errani /  Jasmine Paolini [11]

Ordem dos jogos:
| Quadra Philippe Chatrier    | Quadra Philippe Chatrier              | Quadra Philippe Chatrier              | Quadra Philippe Chatrier |
| Evento                      | Vencedor(a)/(es/as)                   | Derrotado(a)/(os/as)                  | Resultado                |
| --------------------------- | ------------------------------------- | ------------------------------------- | ------------------------ |
| Duplas femininas – Final    | Coco Gauff [5] Kateřina Siniaková [5] | Sara Errani [11] Jasmine Paolini [11] | 7–65, 6–3                |
| Simples masculino – Final   | Carlos Alcaraz [3]                    | Alexander Zverev [4]                  | 6–3, 2–6, 5–7, 6–1, 6–2  |
| Quadra Suzanne Lenglen      |                                       |                                       |                          |
| Evento                      | Vencedor(a)/(es/as)                   | Derrotado(a)/(os/as)                  | Resultado                |
| Duplas masculinas lendárias | Guy Forget Henri Leconte              | Mansour Bahrami Cédric Pioline        | 6–3, 66–7, [10–8]        |